# Verdrag van Wenen inzake het wegverkeer
Het Verdrag van Wenen inzake het wegverkeer van 8 november 1968 is een internationaal verdrag dat het internationale wegverkeer en de verkeersveiligheid moet bevorderen door verkeersregels te standaardiseren. Dit verdrag is de opvolger van het Verdrag van Genève nopens het wegverkeer van 1949. Het verdrag trad in werking in 1977.
Het verdrag bevat onder meer bepalingen over:
- het internationaal rijbewijs (dat in 1949 was ingevoerd)
- de wederzijdse toelating (voor een beperkte tijd) door staten van voertuigen uit andere verdragsstaten
- onderscheidingstekens met landcode die door voertuigen in het buitenland moeten worden gevoerd
- voertuigverlichting bij duisternis en slecht zicht (witte koplamp en rood achterlicht)
- speciale verkeersregels op autosnelwegen en in tunnels (niet keren, niet achteruitrijden)
- voorrang voor verkeer van rechts op gelijkwaardige kruispunten (in landen waar rechts wordt gereden)

Uit dezelfde conferentie in Wenen kwam ook het Verdrag van Wenen inzake verkeerstekens voort.

## Ondertekening, ratificatie en toetreding
België was in 1968 een van de ondertekenaars van het verdrag. Intussen zijn meer dan 80 landen aangesloten, oorspronkelijke ondertekeningen en latere toetredingen. Nederland is pas in 2007 toegetreden. 

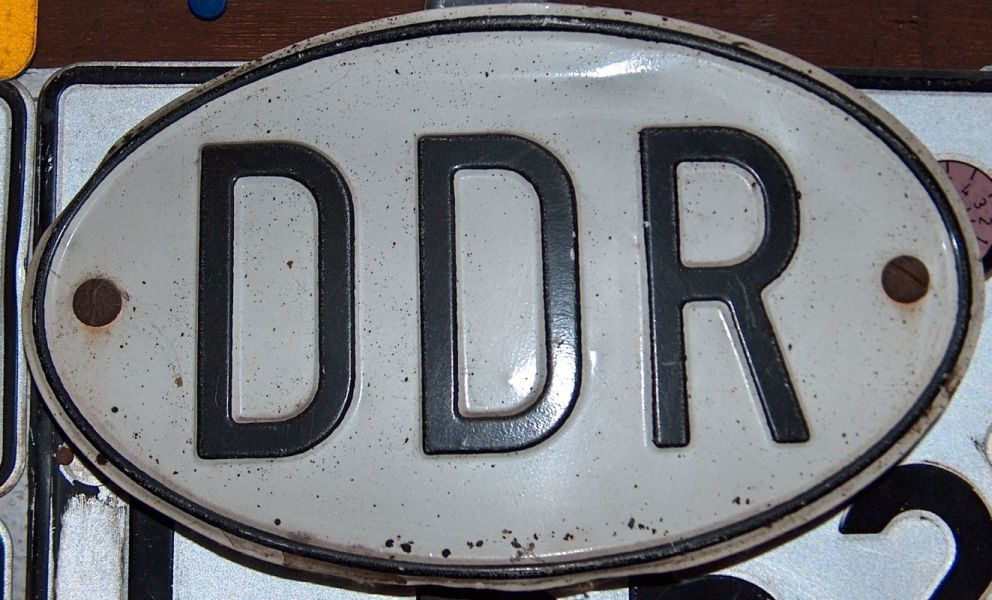
Nationaliteitsplaat van de voormalige Duitse Democratische Republiek (Oost-Duitsland) volgens het door het verdrag voorgeschreven model
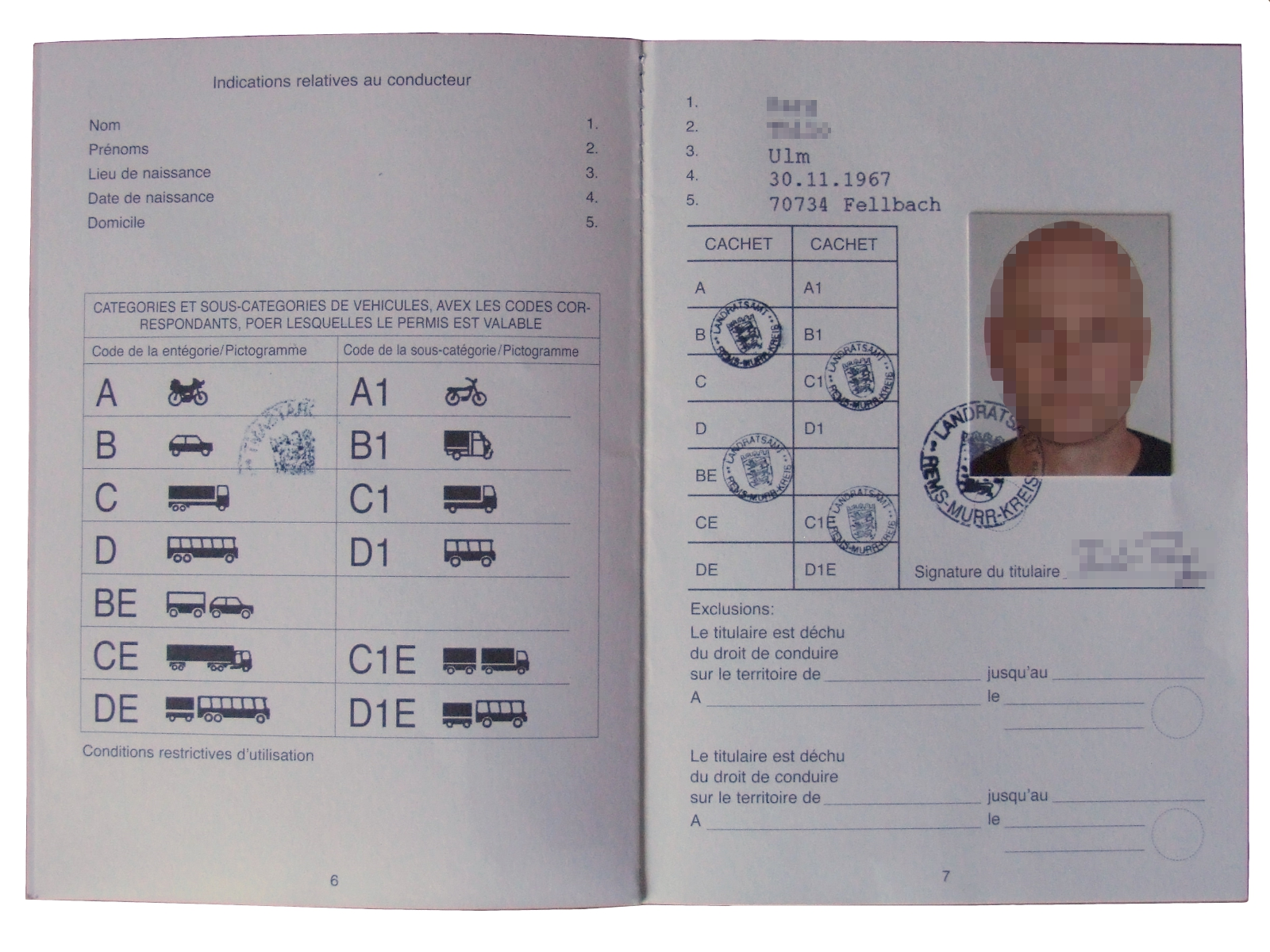
Binnenwerk van een Duits internationaal rijbewijs, met de door het verdrag voorgeschreven indeling
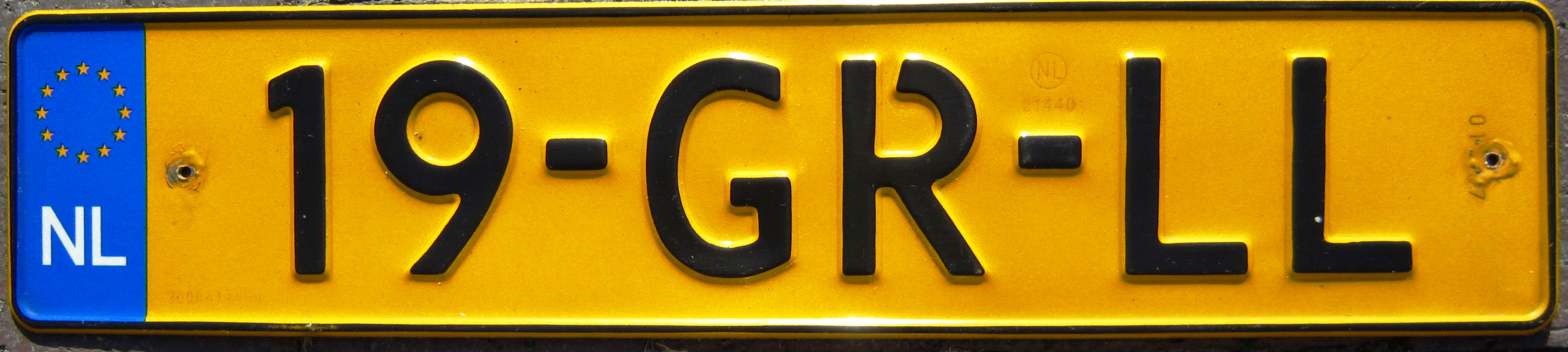
Nederlands kenteken, met de landcode geïntegreerd in de nummerplaat.